# Murrayonida
Murrayonida é uma ordem de esponjas calcárias da subordem Calcinea.

## Famílias
- Lelapiellidae Borojevic, Boury-Esnault e Vacelet, 1990
- Murrayonidae Dendy e Row, 1913
- Paramurrayonidae Vacelet, 1967